# محسن محمد الداعري

رئيس مجلس القيادة الرئاسي رشاد العليمي والفريق ركن محسن الداعري

محسن محمد حسين الداعري (1965م) هو قائد عسكري يمني، شغل العديد من المناصب في القوات المسلحة قبل تعيينه وزيرا للدفاع في 28 يوليو 2022.

## الولادة والنشأة
ولد محسن محمد حسين الداعري عام 1965، في قرية الشعوب بمديرية جحاف بمحافظة الضالع وسط اليمن. تلقى تعليمه الأساسي والإعدادي في مدارس الضالع، قبل أن ينتقل إلى محافظة لحج لدراسة الثانوية. التحق بالكلية العسكرية في عدن في عام 1983. وتخرج برتبة ملازم عام 1985.

## المؤهلات
- دبلوم علوم اجتماعية – جامعة عدن 1988.
- بكالوريوس علوم عسكرية – الكلية العسكرية عدن 1985.
- دورة قادة كتائب مشاه – معهد الثلايا عدن 1993.
- دورة قادة ألوية مشاه – معهد الثلايا عدن 1996.
- ماجستير علوم عسكرية – كلية القيادة والأركان صنعاء 2000.
- زمالة كلية الحرب العليا 2008.[2]

## المناصب
تدرج الفريق الداعري في عدد من المناصب القيادية، منها ركن عمليات اللواء 22 مشاة في محافظة المهرة من 1985 حتى 1994، ومدير إدارة عمليات الفرقة الأولى مدرع، وركن تدريب لواء الدفاع الجوي بقيادة المنطقة العسكرية الشمالية الغربية لمدة ثلاثة أعوام حتى 2003، ورئيس عمليات لواء الدفاع الجوي من 2003 حتى 2010، وكذلك رئيس أركان اللواء 135 مشاة التابع للمنطقة العسكرية الشمالية الغربية، وقائد اللواء 122 مشاة بصعدة حتى 2012، إضافة إلى توليه منصب قائد اللواء 14مدرع في مأرب من عام 2012، قبل تعيينه مساعدا لقائد العمليات المشتركة بالقوات المسلحة. وفي 28 يوليو 2022 شغل منصب وزير الدفاع خلفا للفريق محمد المقدشي.

## المعارك والحروب
شارك الفريق الداعري في العديد من الحروب والمعارك الوطنية منذ حروب صعدة (2004-2009) وحتى الحرب الإهلية في عام 2015. في 8 من سبتمبر2016، أصيب الفريق الداعري في ساعده الأيمن بطلق مباشر لدى خوضه المعارك مع قواته في اللواء 14 مدرع في الجيش اليمني في جبهة صرواح غربي مأرب. وتم إجلاؤه بطائرة عسكرية ليعود بعد تماثله للشفاء إلى الخطوط الأمامية.